# Giuliana Calandra
Giuliana Calandra (n. 10 februarie 1936, Moncalieri, Piemont, Italia – d. 25 noiembrie 2018, Aprilia, Lazio, Italia) a fost o actriță italiană.